# Informellt område
Ett informellt område avser ett område som saknar officiellt fastställda gränser. Gränserna kan dock vara mer eller mindre exakta, t.ex. om områdets utsträckning är baserad på äldre gränsdragningar.

## Exempel på informella områden

### Helsingfors stad
- Hagnäs
- Sandviken, Helsingfors stad

### Solna kommun
- Vasalund

### Stockholms kommun
- Enskede
- Skarpnäcksfältet
- Hornsberg
- Globenområdet
- LM-staden
- Rörstrand
- Eriksberg, Stockholm
- Skärmarbrink
- Lärkstaden
- Årstaberg
- Röda bergen
- Danvikstull
- Islandstorget
- Djurgårdsbrunn
- Bergsund
- Ekensberg, Stockholm
- Lindarängen
- Atlasområdet
- Sabbatsberg
- Zinkensdamm
- Helgalunden
- Örnsberg
- Minneberg
- Eriksdal, Stockholm
- Marievik
- Vintertullen
- Linde, Stockholm
- Johannesfred
- Ormkärr
- Ruddammen
- Tellusborg
- Spånga
- Gärdeshöjden
- Margretelund, Stockholm
- Tanto, Stockholm
- Blåsut, Stockholm